# Оберётка
Оберётка — деревня в Солецком районе Новгородской области.

## География
Находится в западной части Новгородской области на расстоянии приблизительно 18 км на юг-юго-восток по прямой от районного центра города Сольцы.

## История
В 1909 году здесь (деревня Старорусского уезда Новгородской губернии) было учтено 42 двора. До 2020 года входила в состав Выбитского сельского поселения.

## Население
Численность населения: 213 человек (1909 год), 7 (русские 100 %) в 2002 году, 0 в 2010.